# Fane-Alm

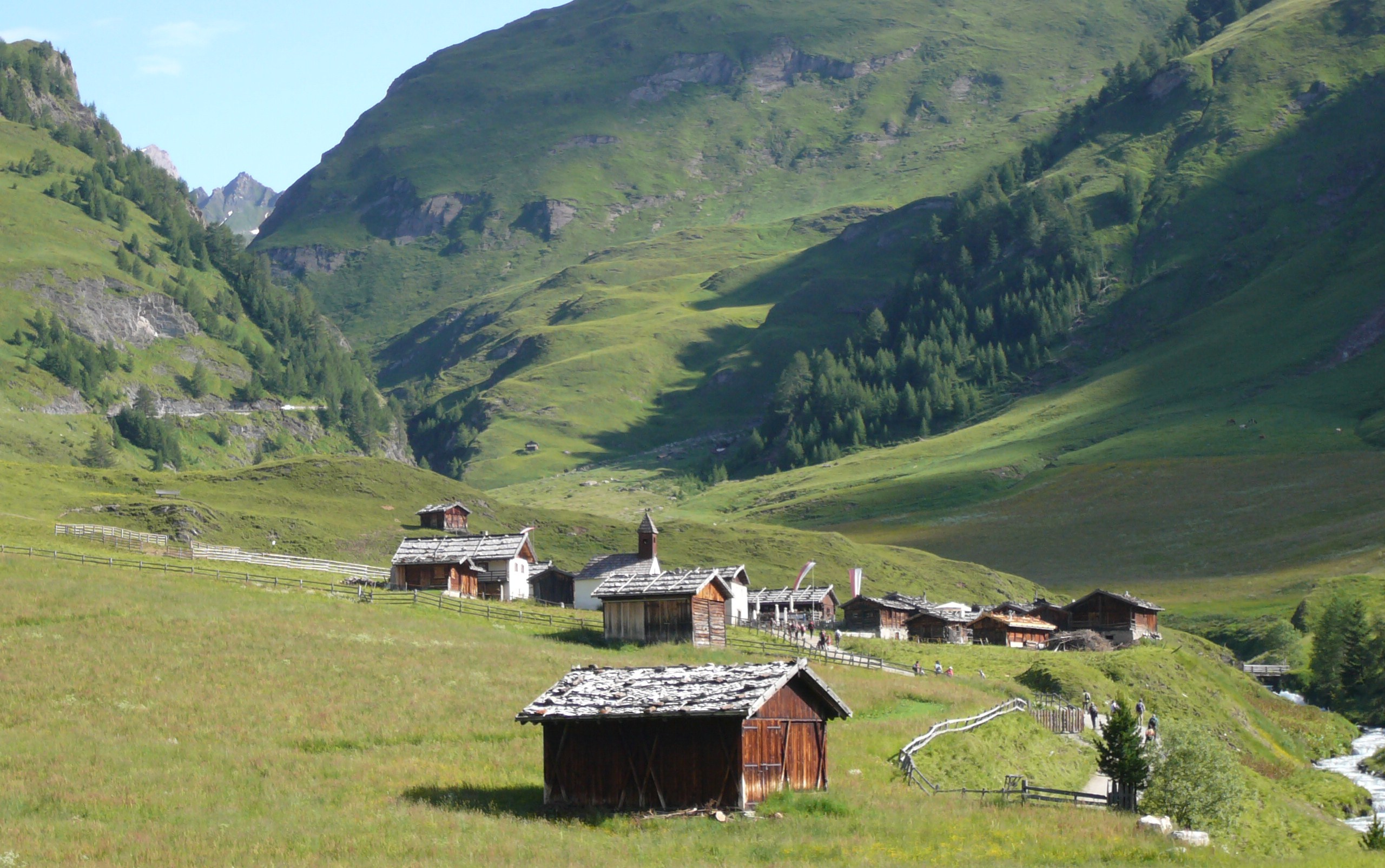
Blick über das Almdorf

Die Fane-Alm ist ein Almdorf am Ende des Valler Tals in Südtirol. Es liegt auf knapp über 1700 m Höhe und besteht aus etwa 40 Holzhütten, einer kleinen Kapelle und drei gastronomischen Betrieben. Die Alm wird von Bauern aus Vals bewirtschaftet.